# Холодное сердце 3
«Холодное сердце 3» (англ. Frozen III) — будущий американский компьютерно-анимационный музыкальный фэнтезийный фильм 2027 года, снятый студией Walt Disney Animation Studios, продолжение мультфильма «Холодное сердце 2». О фильме было официально объявлено генеральным директором Disney Бобом Айгером 8 февраля 2023 года, но никаких дополнительных подробностей о производстве пока не сообщается. Премьера мультфильма запланирована на 2027 год.

## Производство
Первые слухи о третьей части серии фильмов «Холодное сердце» появились в середине 2022 года, когда Кристен Белл и Идина Мензел намекнули, каждая в отдельном интервью на шоу Джимми Фэллона, что третий фильм действительно планируется, оговорившись при этом, что эти их слова не являются официальным анонсом.
В период с 2020 по 2022 год из-за эпидемии коронавируса и её влияния на кинопроизводство и прокат фильмов, а также по другим причинам Disney не смогла создать анимационный блокбастер привычного для себя масштаба. «Райя и последний дракон» и «Странный мир» не смогли заработать в прокате, «Энканто», хотя и считался хитом, также не принёс ожидаемой прибыли. На этом фоне, а также на фоне успеха других анимационных студий в представлении кассовых хитов, Disney был вынужден сформулировать план по возвращению своих анимационных студий к прибыльности. В свете этого в разговоре с акционерами Disney в феврале 2023 года генеральный директор компании Боб Айгер объявил, что в ближайшие годы анимационные студии Disney и Pixar сосредоточатся на успешных франшизах, представляющих собой безопасные инвестиции, и объявил о производстве трёх сиквелов из особо прибыльных франшиз: «Холодное сердце 3» и «Зверополис 2» от Disney и «История игрушек 5» от Pixar, чьи предшественники заработали более миллиарда долларов каждый и были номинированы или получили «Оскар». В то же время Айгер объявил об увольнении 7000 сотрудников компании, что, как ожидается, сэкономит Disney 5,5 млрд долларов.